# أتميان سفلي
أتميان سفلي هي قرية في مقاطعة سراب، إيران. عدد سكان هذه القرية هو 53 في سنة 2006.